# Árpád von Degen
Árpád von Degen (31 de marzo de 1866, Pozsony (hoy Eslovaquia - 30 de marzo de 1934, Budapest), fue un biólogo, pteridólogo, y botánico húngaro cuyas actividades estaban enraizadas en los principios teóricos y científicos de la botánica. Fue jefe de la "Real Estación de Ensayos de Semillas", en Budapest, desde 1896. Y desde 1947 profesor de Botánica en la Universidad Eötvös Loránd de Budapest, y miembro de la Academia de Ciencias de Hungría.
El Dr. Degen viajó por diferentes partes de Europa, los Balcanes y Asia Menor, y fue el primer botánico en hacer un estudio a fondo de la flora de Velebit, registrando cerca de 2200 especies de plantas silvestres. Degenia velebitica (Degen) Hayek de Brassicaceae fue descubierta por él el 17 de julio de 1907. También describió varias especies nuevas, en Albania, entre los años 1895 y 1897.

## Honores

### Epónimos
Género
- (Brassicaceae) Degenia Hayek[3]

Especies
- (Asteraceae) Arctium degeni H.Lindb.[4]

- (Campanulaceae) Phyteuma degeni Gáyer[5]

## Algunas publicaciones
Escribió más de cien ensayos y artículos sobre la Comunidad Europea y la flora de los Balcanes y formuló observaciones sobre las características de algunas hierbas orientales.

### Libros
- Egy új Ajuga fajról: (Ajugæ species nova [A. piskoi].) 1896
- Wulfenia Baldaccii: Egy új Wulfenia faj a Balcan-félszigetről (Wulfenia baldaccii: una nueva especie de Wulfenia de la Península.) 1897
- Nevezetesebb botanikai felfedezések a Balkán félsziget területéről (Notables descubrimientos botánicos en el territorio de la península de los Balcanes.) 1901
- Magyar botanikai lapok (Placas de botánicos húngaros.) 1902
- Studien über Cuscuta-Arten (Estudios sobre Cuscuta spp.) 1912
- A heréseinket károsító arankákról. 1921
- A Magyar Tudományos Akadémia szerepe a növénytani tudományok fejlődésében (El papel de la Academia Húngara de Ciencias en el desarrollo de la botánica.) 1933
- Flora velebitica - 4 vols. Prensa Académica, Academia de Ciencias de Hungría. 1936-1938

- La abreviatura «Degen» se emplea para indicar a Árpád von Degen como autoridad en la descripción y clasificación científica de los vegetales.[6]